# روح دندان مصنوعی
روح دندان مصنوعی (به انگلیسی: Spirit of a Denture) یک فیلم کوتاه ماجراجویی، کمدی به کارگردانی و نویسندگی الن شلی محصول سال ۲۰۱۲ است.